# Faramir
Faramir (ur. w 2983 roku Trzeciej Ery, zm. w 82 roku Czwartej Ery)) – postać ze stworzonej przez J.R.R. Tolkiena mitologii Śródziemia. Dúnadan z Gondoru, młodszy syn namiestnika Denethora II i Finduilas z rodu książąt Dol Amrothu, brat Boromira, członka Drużyny Pierścienia. Uczestnik Wojny o Pierścień, późniejszy namiestnik Gondoru.
Był to szlachetny człowiek. W przeciwieństwie do Boromira potrafił się oprzeć pokusie zagarnięcia Pierścienia.
Pojawia się w jej kolejnych częściach Władcy Pierścieni: Dwóch wieżach i Powrocie króla. Więcej informacji na jego temat zawierają też Dodatki do trzeciego tomu oraz tom dwunasty Historii Śródziemia.

## Pochodzenie i charakterystyka
Wcześnie, bowiem już w 2988 roku, zmarła ich matka i odtąd obaj bracia wychowywali się tylko pod opieką ojca.
Faramir był człowiekiem szlachetnym, rozważnym, miłośnikiem wiedzy i muzyki, a także znawcą ludzkich umysłów. Z wyglądu bardzo podobny do brata – wysoki, silny, o ciemnych włosach i szarych oczach – zdecydowanie różnił się jednak od niego usposobieniem, bardziej łagodnym. Nie cenił też walki dla niej samej. Jak sam stwierdził:

Wojna jest nieuchronna, skoro trzeba bronić życia (...); ale nie kocham lśniącego miecza za ostrość (...) strzały za jej chyżość ani żołnierza za wojenną sławę. Kocham tylko to, czego bronią miecze, strzały i żołnierze: kraj ludzi z Númenoru.

Gondorczycy często przez to oceniali Faramira jako mniej odważnego od Boromira, lecz w rzeczywistości dorównywał mu męstwem. Nieraz tego dowiódł, dowodząc strażnikami Ithilien i zyskując oddanie wielu żołnierzy.
Stosunki Faramira z Boromirem były jak najlepsze.

Bracia jednak kochali się szczerze od dzieciństwa (...). Później też nie powstała między nimi nigdy zazdrość ani rywalizacja o łaski ojcowskie i o pochwały ludzkie.

Gorzej natomiast układały się relacje między Faramirem a ojcem, któremu często nie odpowiadało łagodne usposobienie młodszego syna, a także przyjaźń łącząca go z Gandalfem Szarym. Denethor zresztą wyżej zwykł cenić Boromira.
Imię Faramir jest formą mieszaną języków quenya i sindarin i prawdopodobnie znaczy Klejnot wśród myśliwych.

## Wojna o Pierścień

### Osgiliath
U boku swego brata walczył w pierwszej bitwie o Osgiliath (20 czerwca 3018 roku). W przeddzień tej batalii Faramir miał proroczy sen, który nakazywał poszukiwanie Imladris w celu rozwiązania zagadki Zguby Isildura. Sen ten powtarzał mu się kilkakrotnie, ale ostatecznie to Boromir wymógł na nim i na ojcu, że sam wyruszy w tę podróż. Faramir pozostał więc w Gondorze.
Dnia 26 lutego 3019 roku dobiegł go odległy głos Wielkiego Rogu, w który dął Boromir, walcząc po raz ostatni z orkami pod Amon Hen. Trzy dni później zobaczył w okolicy Osgiliath łódź niosącą ciało swego brata.

### Ithilien
Wkrótce potem (1 marca) Faramir wyruszył z Minas Tirith na wyprawę zwiadowczą do Ithilien. Na czele oddziału strażników udało mu się rozbić kolumnę Haradrimów, sojuszników Saurona, maszerujących do Czarnej Bramy.
Tego samego dnia, 7 marca, spotkał zdążającego do Mordoru Froda Bagginsa, Sama Gamgee oraz Golluma. Obu hobbitów zabrał ze sobą do tajnego schronu Henneth Annûn. Faramir dowiedział się co niesie Frodo, bowiem Sam wyjawił mu to przez przypadek w rozmowie. Syn Denethora oparł się jednak pokusie Pierścienia. Rozumiejąc wagę misji Froda, zdecydował się złamać rozkaz namiestnika, nakazujący mu wszystkich obcych prowadzić do Minas Tirith i wypuścił hobbitów, wraz z pojmanym przez strażników Gollumem, spod swojej pieczy, zaopatrzywszy ich w żywność oraz podróżne laski, wykonane z drzewa lebethron, ulubionego materiału gondorskich cieśli.

### Obrona Minas Tirith
W obliczu rozpoczęcia przez Saurona ataku musiał wraz z ludźmi wycofać się do Minas Tirith. Na przedpolu stolicy zaatakowały go Nazgûle na skrzydlatych bestiach, lecz uratowany został przez Gandalfa Białego. Po powrocie do miasta stawił czoło gniewowi Denethora. W rozmowie z nim i Gandalfem Faramir opowiedział o spotkaniu z Frodem. Jego ojciec, rozgoryczony śmiercią Boromira, bardzo gwałtownie zareagował na to, że syn pozwolił odejść hobbitom, uważając, że przez to Pierścień wpadnie w ręce Saurona.
Następnego dnia Denethor wysłał syna do Osgiliath, by bronił ruin miasta i innych wysuniętych placówek, muru Rammas Echor i Strażnic na Grobli, aby tam przyjąć pierwszy impet uderzenia wroga i opóźnić jego pochód pod mury Minas Tirith. Trzeciego dnia walk Faramir i jego żołnierze rozpoczęli odwrót przez pola Pelennoru. Wróg miał dziesięciokrotną przewagę liczebną i jedynie wypad kawalerii księcia Imrahila umożliwił niedobitkom bezpieczne dotarcie do miasta.
W potyczce pod murami miasta Faramir, walcząc z jednym z Południowców, został ugodzony strzałą. Dostał następnie wysokiej gorączki, której nic nie mogło uśmierzyć.

Wszystko się tutaj razem sprzysięgło: utrudzenie, ból z powodu ojcowskiej niełaski, rana, a co najgorsze tchnienie Ciemnych Sił.

Denethor poniewczasie przypomniał sobie o miłości do syna. Widząc go, jak się zdawało, bliskiego śmierci, namiestnik załamał się. Ogarnięty szaleństwem i rozpaczą (był przekonany o nieuchronnej klęsce), próbował go razem ze sobą spalić żywcem w grobowcu. Faramir został uratowany dzięki Beregondowi, Pippinowi i Gandalfowi, jednak jego ojciec popełnił samobójstwo.
Z Czarnego Tchnienia uzdrowił go Aragorn, którego też Faramir pozdrowił jako króla Gondoru. Podczas rekonwalescencji w Domach Uzdrowień młody namiestnik spotkał i pokochał z wzajemnością księżniczkę Rohanu, Éowinę.

### Po pokonaniu Saurona i późniejsze losy
Po zwycięstwie nad Sauronem Faramir objął realnie godność namiestnika (w czasie gdy nie był w stanie jej pełnić, władzę w Minas Tirith sprawował Húrin Strażnik Kluczy). W praktyce jednak w ciągu krótkiego czasu (od 25 marca do 1 maja) przygotowywał stolicę do powrotu Aragorna, jako nowego króla, żeby w porządku przekazać powiernictwo prawemu władcy.
Podczas koronacji Aragorna Faramir przekazał władzę nad Gondorem nowemu królowi, zachował jednak urząd namiestnika oraz został niedługo potem mianowany księciem Ithilien i władcą Emyn Arnen. Godności te piastował do końca swego życia, przez sześćdziesiąt cztery lata. W związku z tym zasiadał w Wielkiej Radzie Gondoru i strzegł wschodnich pograniczy królestwa. Uczestniczył w wojennych wyprawach króla Elessara. Początkowo wiele czasu poświęcał na przywrócenie do dawnego stanu prowincji Ithilien i zwalczaniu niedobitków wojsk Saurona.
Z Éowiną zaręczył się w Edoras, w sierpniu 3019 roku, po uroczystym pogrzebie króla Théodena. Ślub miał miejsce również w stolicy Rohanu, w 3020 roku. Od tego czasu razem zamieszkali w Emyn Arnen. Z ich związku urodził się syn, Elboron. Brak jest szczegółowych informacji na temat dalszych losów Faramira.

## Ekranizacja Petera Jacksona
W ekranizacji Władcy Pierścieni, w reżyserii Petera Jacksona, w rolę Faramira wcielił się David Wenham. Pojawia się on w filmach Dwie wieże i Powrót króla. Głównym motywem wyboru Wenhama do roli było jego fizyczne podobieństwo do Seana Beana, grającego rolę jego brata.
Losy filmowej postaci różnią się od literackiego pierwowzoru. Szczególnie zmiany w Dwóch wieżach, podyktowane po części koniecznością wydłużenia scen z udziałem Froda i Sama w Ithilien (z racji przeniesienia do Powrotu króla wątku Szeloby), wywołało dość nieprzychylne reakcje miłośników powieści.

### Wersja kinowa
W Dwóch wieżach Faramir pojawia się w scenie zasadzki na oddział Haradrimów. Jego ludzie znajdują Froda i Sama, których zabierają ze sobą do schronu Henneth Annûn. Tam Faramir przesłuchuje hobbitów i wyznaje im, że Boromir był jego bratem. Kolejna scena to pojmanie Golluma przez Gondorczyków. Syn Denethora dowiaduje się od niego, iż Frodo ma ze sobą Pierścień. Postanawia zabrać hobbitów do Minas Tirith, aby przynieść ojcu klejnot (właśnie ta zmiana w stosunku do powieści szczególnie wywołała niechęć części miłośników powieści) i w ten sposób zyskać jego uznanie. Następnie wraz z jeńcami i żołnierzami wyrusza do Osgiliath. Docierają tam w momencie walki garnizonu zrujnowanego miasta z orkami. Faramir właśnie zamierza wysłać Froda do stolicy, gdy Sam mówi mu, iż Boromir już próbował zdobyć klejnot i przez to zginął. W tym momencie pojawia się Nazgûl na skrzydlatej bestii. Omal udaje mu się przejąć Pierścienia, lecz Faramir rani jego bestię strzałą i Upiór musi uciekać. Pod wpływem tych wydarzeń syn namiestnika pozwala hobbitom odejść wolno.
W Powrocie króla Faramira widzimy w scenach walki w Osgiliath z atakującymi orkami. Gdy zostaje zmuszony do odwrotu, jego atakują oddział Nazgûle, jednak Gandalf odpędza Upiory. W Minas Tirith Faramir opowiada Czarodziejowi o spotkaniu z Frodem. Natomiast Denethor cały czas odnosząc się do niego ostro i przyznaje, że żałuje, iż to nie Faramir zginął, zamiast Boromira. Wysyła też syna z zadaniem odbicia Osgiliath. Faramir podporządkowuje się rozkazowi, choć nie wierzy w możliwość jego wykonania. Na czele swoich ludzi rusza do samobójczej szarży na pozycje orków. Giną wszyscy żołnierze poza nim – rannego i nieprzytomnego własny koń dociąga z powrotem do miasta. Denethor przekonany o tym, że Faramir umiera, postanawia spalić się z nim na stosie. Jedynie dzięki interwencji Gandalfa i Pippina Faramir zostaje uratowany. Po raz ostatni widać go podczas koronacji Aragorna, którą ogląda stojąc obok Éowiny.

### Wersja reżyserska
Wersje reżyserskie obu filmów, wydane na DVD, zawierają dodatkowe sceny z udziałem Faramira, uzupełniające całą fabułę filmu.
W Dwóch wieżach są to:
- retrospekcje, które pokazano po pierwszej rozmowie Faramira z hobbitami – widać jak na rzece spotyka łódź ze zwłokami swego brata, a następnie mamy sceny, które mają miejsce po zwycięskiej walce w Osgiliath. Obaj bracia są wśród świętujących żołnierzy. W pewnym momencie pojawia się też ich ojciec, który nakłania Boromira do wyruszenia do Rivendell. Odrzuca przy tym propozycję Faramira, by to on wyruszył na wyprawę. Chwilę później pokazano pożegnanie Faramira z Boromirem;
- scena w chwilę po pojmaniu Sama i Froda, gdy Faramir podchodzi do zwłok jednego z przeciwników i mówi o relatywizmie dobra i zła oraz o tym, że wróg wcale nie musi być zły – to wojna robi wrogów z dobrych ludzi;
- scena w której Faramir prowadzi hobbitów do tajnego tunelu w Osgliath, którym będą mogli przejść na drugi brzeg rzeki. Ostrzega też Froda przed wędrówką przez Cirith Ungol i grozi śmiercią Gollumowi, jeśli ten zdradzi Powiernika Pierścienia.

Natomiast w Powrocie króla dodano:
- rozmowę Faramira z Denethorem, który ma do niego pretensje o to, iż pozwolił odejść hobbitom;
- rozmowę Faramira z Pippinem przed złożeniem przez niego przysięgi wierności namiestnikowi;
- spotkanie Éowiny w Minas Tirith (wątek ich miłości jest tylko zasygnalizowany widzowi).